# Pesem o Nibelungih
Pesem o Nibelungih je največje delo nemške junaške epike. Nastala je v začetku 13. stoletja v Avstriji, najverjetneje v mestu Passau. Je delo neznanega avstrijskega pesnika. Literarni zgodovinarji menijo, da je moral biti avtor poznavalec epov in ljubezenske lirike, najverjetneje izobražen klerik, za katerega sklepajo, da je bil sodobnik Wolframa von Eschenbacha.
Pesem o Nibelungih je dvorna pesem in se od ostalih epskih del razlikuje le po tem, da obravnava domačo snov. Dvorni pesniki ali pa pesniki, ki so si želeli pridobiti dvorno naklonjenost, so bili v Nemčiji imenovani “Spielmann”, zato avtorja Pesmi o Nibelungih lahko poimenujemo tudi s tem vzdevkom.

## Vsebina in nastanek

### Vsebinska zgradba
Pesem je razdeljena na dva dela. Prvi opeva poroko junaka Siegfrieda z burgundsko kraljično Kriemhildo in hkratno poroko njenega brata Guntherja z islandsko kraljično Brunhildo. Med Brunhildo in Kriemhildo nastane spor. Hagen, Guntherjev zvesti vazal ubije Siegfrieda. Drugi del pripoveduje o maščevanju Kriemhilde. Kriemhilda se poroči s hunskim vladarjem Atilo. Na svoj dvor zvabi Guntherja, Hagena in burgundske vazale. Ukaže jih pobiti, vendar na koncu umre tudi sama.
Ep pripoveduje o Kriemhildi, ki je veljala za najlepšo med dekleti. Z njo so živeli njeni bratje Gernot, Giselher, Gunther in polbrat Hagen. Na drugi strani pa opiše Siegfrieda, ki se je odločil, da se bo poročil s Kriemhildo. Siegfried pride na wormski dvorec, kjer je živela Kriemhilda, in na tem dvorcu ostane nekaj časa. Ko je prvič zagledal Kriemhildo, je bil popolnoma očaran nad njo, ta pa mu je naklonjenost vračala. Siegfried se je, zato da bi dobil njeno roko, odločil, da bo pomagal Guntherju pridobiti Brunhildo za ženo. Skupaj sta odšla na pot po Brunhildo, ko pa sta prispela do nje, se je moral Gunther z njo pomeriti v bojnih igrah. Z zvijačo Siegfrieda mu je uspelo zmagati in tako je Brunhildo odpeljal s seboj na dvor. Sledila je poroka Siegfrieda in Kriemhilde ter Brunhilde in Guntherja. Obema sta se rodila sinova. Nekega dne sta se Kriemhilda in Brunhilda sporekli. Brunhilda je zato zahtevala Siegfriedovo smrt. Kriemhilda je v dobre namene, nevedoč, da je Siegfrieda s tem tako rekoč pogubila, izdala Hagenu Siegfriedovo ranljivo mesto. Tako je Hagen Siegfrieda na lovu ubil. Kriemhilda je takoj vedela, da je to storil Hagen. Čez nekaj časa je Atila, hunski kralj, izgubil svojo ženo, zato se je odločil, da bo očaral Kriemhildo. Ta sprva ni hotela sprejeti ženitne ponudbe, nato pa se je le vdala. Preselila se je k Atili na dvor, kjer je skovala maščevalni načrt, kako bo ubila Hagena. Moža je prepričala naj pošlje po njene sorodnike. Hagen je bil sprva proti obisku, saj je slutil Kriemhildino maščevanje, vseeno pa so obisk sprejeli. Na poti proti Kriemhildi je Hagenu vila potrdila njegovo sumničenje. Povedala mu je, da bodo vsi, ki gredo na obisk, pogubljeni. Kar je vila  napovedala, se je tudi zgodilo. Na dvoru so se vneli boji, umrla sta tudi Hagen in Gunther. Kriemhilda je najprej odsekala glavo Guntherju, nato pa je ubila še Hagena. Ko je to videl Hildebrand, se je odločil, da bo maščeval Hagenovo smrt, in tako je ubil še Kriemhildo.

### Nastanek
Podlaga epa je zgodovinska, sega v čas preseljevanja narodov, in sicer v 5. stoletje, ko so potekali boji med Burgundi in Huni. Skozi stoletja se je ta snov prepletala z bajkami, pripovedkami in pravljicami, tako sta nastali dve tradiciji, in sicer južna in nordijska. Ravno iz južne tradicije je nastala Pesem o Nibelungih.
Avtor je uporabljal krajše pesnitve, predvsem dve – eno o Siegfriedovi smrti, drugo o propadu Burgundov: oboje je povezal v enoto, ki ni popolnoma organska. V njej lahko opazimo vplive viteških romanov in sodobne viteško-dvorne kulture. Pesem se je ohranila v treh različnih verzijah.
Obstaja več teorij o nastanku Pesmi o Nibelungih. Karl Lachmann je menil, da je ep nastal z združitvijo več pesmi, in sicer dvajsetih, ki so jih poznali že prej. Pri njegovi teoriji je resnično le to, da pesnitev obsega snovi več motivnih, germanskih in nemških skupin. Andreas Heusler je Lachmannovo teorijo zanikal. Pri tem se je opiral na razmejitev med pesmijo in epom. Ker je Pesem o Nibelungih ep, ni mogoče, da je nastal zgolj z združevanjem pesmi drugačnega sloga. Število delov je zmanjšal na osem, število pesmi, ki so neposredno vplivale na nastanek epa, na pet. Heusler ni povsem zavrnil Lachamannove teorije, saj ni postavil meja med tem, kaj je v epu starega in kaj novega.
Friderich Panzer, katerega teorijo mnogi zgodovinarji sicer zavračajo, pa je v epu poudaril tiste prvine, ki so nastale kot odraz življenja ob začetku trinajstega stoletja. Želel je najti povezavo med epom in dvorno epiko ter kulturno tvornostjo tega časa. Menil je, da mnogo dogodkov opisanih v epu spominja na sočasne zgodovinske dogodke in osebe. Panzerjeva teorija se je s tem zelo oddaljila od Lacmannove in Heuslerjeve.
Snov, ki je ohranjena v mnogih pisanih spomenikih, je stara in se je v času spreminjala. Kot je značilno za način epskega oblikovanja, se je ohranilo tisto, kar je bilo obče, vsakemu oblikovalcu pa je dopuščalo umetniško svobodo in voljo, da pripoveduje o tem, kar zadovoljuje njegove takratne miselne predstave in okus. Spreminjanje dela opažamo v vsaki novi verziji, najbolj zaznavna pa je pri širjenju in spreminjanju motivike.

## Struktura dela
Pesem je razdeljena na 39 zgodb, spevov in prigod, vendar je napisana kot enovit ep, saj so prigode med seboj vsebinsko povezane. V grobem je razdeljena na tri dele, ki najbolje kažejo tudi proces njenega nastajanja. Prvi del vsebuje Siegfriedov prihod na dvor v WormsWorms, ki vsebuje 1000 kitic. Drugi del opisuje Kriemhildino čustveno plat, ki obsega ravno tako 1000 kitic. V tretjem delu pa gre za propad Burgundov. Zgradba sama tako kaže na močno stopnjevanje, saj sta prvi in drugi del podlaga za nastanek tretjega, ki je tehtnejši in umetniško prepričljivejši.
Umetniška prepričljivost je dosežena tudi tako, da pesnik za ustvarjanje napete pripovedi uporablja dolge opise pojedin, viteških iger, oblek itd. Ti detajli močno vplivajo na bralca, saj je velik poudarek namenjen barvam, vonjavam in razporeditvam ljudi, tako da si bralec dogajanje lahko temeljito vtisne v um in si ga s tem lažje predstavlja.

### Nibelunški verz
Pesem o Nibelungih je pisana v t. i. nibelunškem verzu, ki temelji na številnih aliteracijah, značilnih za zgodnjo srednjeveško poezijo germanskih narodov in na sploh za t. i. aliteracijski verz. Ta verzni sistem je osnova t. i. nibelunške kitice, štirivrstičnice, ki temelji na dveh zaporednih rimah. Vrstica je sestavljena iz dveh polstihov, ločenih z močno cezuro. Prvi polstih se v nemščini imenuje Anvers (nasnova), drugi Abvers (odsnova). Pesem o Nibelungih vsebuje 2300 štirivrstičnih kitic, ki razpadejo na dve dvostišji z isto končno zaporedno rimo (a a, b b). Prav tako vsak od dolgih verzov razpade na dva dela, od katerih ima vsak po tri poudarke, četrti poudarek pa je okrnjen.  Za Pesem o Nibelungih je značilno, da sta v njej z različnimi tehnikami močno poudarjena konec verza, pa tudi sam konec kitice.

## Vplivi na evropsko in slovensko književnost in kulturo

### Operna tetralogija Nibelungov prstan Richarda Wagnerja
Richard Wagner je v 19. stoletju napisal, kot jo sam imenuje, glasbeno dramo  Nibelungov prstan (Der Ring des Nibelungen, ki jo je ustvarjal več kot dvajset let. Ciklus je sestavljen iz štirih glasbenih dram. Besedilom iz Siegfrieda in Mladega Siegfrieda iz leta 1851 so sledila besedila iz Valkire in Renskega zlata, ki jih je kasneje razvrstil v drugačno zaporedje, kot so sprva nastajala. Končna razvrstitev tetralogije Prstan je bila: Rensko zlato (Das Rheingold, 1869), Valkira (Die Walküre, 1870), Siegfried (1876) in Somrak bogov (Götterdämmerung, 1876. V letih 1853 in 1854 je zaključil s skladanjem Renskega zlata in od junija do decembra 1854 skladal glasbo za Valkiro. S pisanjem opere Somrak bogov je zaključil leta 1872.
Wagner je snov za zgodbo opere Nibelungov prstan črpal iz severnogermanskih mitov. Želel je uskladiti elemente južnogermanske Pesmi o Nibelungih in Sage o Volsungih. 
Valkira se začne s predigro, ki je povezana z opero z vstopom Siegmunda kot glavne osebe in njegovim prvim dialogom, ki ga vzpostavi s Sieglindo. Kot najbolj znana skladba iz te opere je prizor iz tretjega dejanja, imenovan Ježa valkir. Prizor prikazuje štiri od petih valkir, fantastičnih bitij, kako se z bojnim krikom zberejo na vrhu griča. Valkire nastopijo po Siegmundovi smrti, ko Wotan, vrhovni bog germanske mitologije, sklene kaznovati eno od njih, in sicer Brünnhildo, ker ni spoštovala njegovih zapovedi. Obsojena valkira mora tako zaspati in ležati obdana z obročem ognjenih zubljev, vse dokler se ne najde junak, ki bi jo osvobodil iz Wotanovih ognjenih okov. 
Ta se pojavi v podobi Siegfrieda, sina Siegmunda in Sieglinde. Potem ko Siegfried ubije zmaja (Fafnerja), okusi nekaj tople zmajeve krvi, kar povzroči, da lahko razume govorico živali. Ptica mu svetuje, naj vzame prstan in čelado nevidnosti, in mu pokaže pot k Brunhildi. Siegfried stopi skozi ognjeni obroč, prebudi Brunhildo iz začaranega spanca v gradu, obdanem z ognjem, ji priseže večno ljubezen in ji kot dokaz pusti prstan. Naslednjega dne se Brunhilda ne spominja ničesar več, le zlati prstan na roki jo opominja, da mora čakati na junaka, ki bo postal njen mož. 
V Somraku bogov Siegfriedu postrežejo s čarobno pijačo, ki povzroči, da zaradi izgube spomina pozabi na Brunhildo in jo za ženo pridobi Guntherju. Siegfried nato s pomočjo čelade nevidnosti, ki ga naredi nespoznavnega, vzame Brunhildi prstan in jo prisili, da odide na Guntherjev dvor. Tam Brunhilda ob poročnem slavju opazi na Siegfriedovi roki prstan in je ob tem pretresena, zato skupaj s Hagenom in Guntherjem odloči Siegfriedovo smrt. Ko se Siegfriedu povrne spomin, ga v hrbet zadane Hagenovo kopje. Mrtvega ga prinesejo v dvorano gibichunskega dvora in ga dajo na mrtvaški oder. Ko pa Hagen poskuša sneti prstan iz mrtvega Siegfrieda, se njegova roka dvigne proti morilcu. Brunhilda v tem doume smisel vseh izdaj in smisel nedolžne žrtve, kakršna je postal Siegfried. Obtoži Wotana, dá pripraviti grmado za svojega junaka in se vanjo vrže tudi sama. Požar pa nato pogoltne svet bogov.
Wagner je bil povezan z gibanjem »Mlada Nemčija«, kar je izraženo v protioblastniškem čutnem veselju v operi Prepoved ljubezni. Z »levimi hegeljanci« ga je družil radikalno kritični pogled na religijo. V Feuerbachovem  Bistvu krščanstva je odkril novo religijo človeške ljubezni, ki je usmerjena v tostranstvo in ne veruje v »nesmrtnost duše«. Prstan zaradi neznanskih razsežnosti, snovnih in glasbenih, političnih in filozofskih tokov, ki v njem delujejo, izostruje protislovja stoletja: »voljo uveljavljanja in zanikanja sveta, valovanje nagonov in njihovo potlačenje, optimizem zgodovine in vizijo konca sveta« (Peter Wapnewski). Porodil se je iz videnja vesoljne katastrofe, po kateri je po Wagnerjevem mnenju mogoča obnovitev krščanstva. Siegfried v Wagnerjevi interpretaciji predstavlja plod združitve telesnega in moralnega poguma, njegova osebnost se tako podaljšuje v fantastično nebeško bitje, ki izžareva zgled za boljšo prihodnost. Wagner je z oblikovanjem tega lika želel prikazati popolnega človeka, človeka prihodnosti in popolno človeško bitje, po katerem hrepenimo, ampak ga ne moremo nikoli doseči. Po Wotanovih besedah napoveduje herojsko moč, ki bo premagala krščanstvo.
Wagnerjeva Siegfriedova idila

S skladbo Siegfriedova idila je skladatelj presenetil svojo soprogo Cosimo, nekaj mesecev po poroki in kmalu po rojstvu njunega sina Siegfrieda. Skladbo je napisal kot darilo in pozornost svoji soprogi in ji v njuni hiši pripravil tudi izvedbo s trinajstččlanskim orkestrom. Skladbe ni napisal kot del tetralogije, vendar vsebuje glavne motive, ki se pojavljajo tudi v operni tetralogiji. Med njimi so značilni t. i. leitmotivi, kot so: Brünnhildine sanje, nesmrtna ljubezen, ptičje petje, ki spremlja Siegfrieda na njegovem potovanju, ko išče zmaja Fafnerja, ter glasbene teme iz drugih Brünnhildinih nastopov. Teme iz  Siegfriedove idile predstavljajo nekakšen povzetek izjemnega Wagnerjevega dela, opere Siegfried, katero je začel skladati jeseni 1854 in jo nato za štiri leta odložil. Kljub številnim kritikom, ki menijo, da je glasba iz Siegfriedove idile preveč sentimentalna, pride v tej načeloma orkesterski skladbi lepo do izraza Wagnerjev operni slog.

### J. R. R. Tolkien, Gospodar prstanov
Motiv prstana je uporabljen tudi v fantazijskem romanu  J. R. R. Tolkiena, Gospodar prstanov. V njegovih zgodbah je prisotnih več elementov iz nordijske mitologije, najbolj značilen pa je ravno motiv obroča. V Gospodarju prstanov je prav tako kot v Starejši Edi poudarek na zgodbi, v kateri nastopa prstan kot gonilna sila celotne prigode. To je legenda o Siegfriedu, Ubijalcu zmaja, ki je prevzel nibelunški zaklad. Elementi, ki si jih je sposodil Tolkien, so večinoma vzeti iz Ede, nekateri pa tudi iz ostalih skandinavskih sag. Največ skupnega s Tolkienovimi deli ima saga Volsunga, po kateri se je pisatelj tudi najbolj ravnal.

#### Primerjava dogodkov
V obeh zgodbah se kot vir vsega zla pojavlja magični prstan, ki daje nosilcu veliko moč, a vsebuje uničujoče prekletstvo. Pri Tolkienu prinese pogubo vsem, razen gospodarju prstana. Talisman nevidnosti, ki je povezan z zakladom (v Edi je to čelada nevidnosti, v pesnitvi o Nibelungih čepica nevidnica), je Tolkien združil v en sam objekt – prstan. V Pesmi o Nibelungih zaradi prstana med dvema škratoma izbruhne  prepir, v katerem eden od njiju ubije drugega. Zlobni škrat, ki je posedoval prstan, zaradi njega znori, se izpridi ter na koncu umre. Primerljiv je s Tolkienovim Golumom, ki ga je prstan čisto obsedel in pognal v smrt (skoči v ogenj Orodruina). 

#### Primerjava oseb in bitij
Odin, vrhovni bog v skandinavskem panteonu, je imenovan Gospodar prstanov in devetih svetov. Lahko ga primerjamo z obema velikima čarovnikoma, Gandalfom Sivim in Sauronom, Gospodarjem prstanov. V Edi je predstavljen kot popotnik, enooki starec, ki išče modrost. Potoval je po vseh devetih svetovih in iskal znanje in modrost, izpraševal vsa živa bitja, duhove, rastline, celo kamne. Po eni strani je kot sila narave, ki je nad moralnimi nauki dobrega in zla, po drugi strani pa teži k pridobivanju moči in hlepi po njej. Zatorej je razdeljen na dvoje. Dobri aspekti Odina se kažejo v Gandalfu, ki ima močno voljo in odkloni prstan v strahu pred svojim lastnim propadom, slabi pa v Sauronu, saj verjame, da cilj opravičuje sredstva, in v boju proti zlu še  sam postane zloben.
Tolkien je imena za svojih šestnajst škratov našel v Starejši Edi – Durin, Dwalin, Dain, Bifur, Bofur, Bombur, Nori, Thrain, Thorin, Thror, Fili, Kili, Fundin, Gloiin, Dori, Ori. Prav tako se v Edi med škrati pojavlja Gandalf, katerega ime pomeni Magični vilinec (sorcerer Elf). Obstajajo pa tudi trditve, da je Gandalf iz Ede mešanica obeh ras, hibrid, škrata in vilinca. Ime je omenjeno tudi v nekaterih sagah. 
Škrata Andvari in Golum živita pod zemljo. Oba sta povezana z ribo, imata dragocen mali prstan in oba prstana sta prekleta. Andvari v Edi je škrat, ki živi v podzemlju ob jezercu, in se zna spreminjati v ribo. Imel je gore zlata, ki mu jih je Loki zaplenil, škrat pa je želel obdržati le majhen zlat prstan. Ko mu je Loki vzel še tega, je škrat prstan preklel in dejal, da bo vsak, ki ga bo posedoval, zaradi njega tudi uničen. 

#### Primerjava krajev
V severnjaški mitologiji obstaja devet svetov, bivališče ljudi se imenuje Srednji svet ali Midgard. Odin ima v Asgardu tri dvorane; Valaskiaff, kjer ima zlat prestol (Hildiskialf) in  z njega opazuje vse, kar se dogaja v devetih svetovih, zborno dvorano bogov, ki se imenuje Gladsheim, v kateri predseduje še 12 bogovom in Valhallo, dvorano pobitih, kjer se zbirajo vojščaki, padli v bitkah, in čakajo dne, ko bo napočil Ragnarök. Tudi v Tolkienovih zgodbah lahko zasledimo dvorane. Valaskiaff ali prestoli videnja so kar trije. Eden je pri Manwëju, ki ima prestol na Tanquetilu, najvišji gori na svetu, in vidi preko vsega sveta. Drugi je v Temnem stolpu v Mordorju, iz katerega vidi in  poveljuje Sauron. Zadnji je grič Amon Hen, Sedež videnja, s katerega se vidi teleskopsko daleč v vse smeri. Na njem je imel Frodo srečanje z očesom.  
Severnjaški mitski svet je zelo nemoralen, saj bogovi na veliko goljufajo, spletkarijo, pobijajo druga bitja in nasploh naredijo vse za lastno korist, medtem ko je Tolkienov poudarek ravno na nenehnem boju med silami dobrega in zlega. Celotna zasnova Gospodarja prstanov temelji na prevladi sveta v obliki dveh moči, ki sta zastopani z dvojnostjo belega in črnega čarodeja.

### France Prešeren, baladi Prekop in Neiztrohnjeno srce
V slovenski poeziji se nekoliko prilagojena oblika nibelunške kitice pojavi pri Francetu Prešernu, v baladah Prekop in Neiztronjeno srce. Verz temelji na jambski metrični shemi, ki je s cezuro razdeljena na dva polstiha. Prvi obsega sedem, drugi pa šest zlogov. Vsi verzi slovenske različice nibelunške kitice imajo moško rimo z naglasom na zadnjem zlogu. Enako kakor pri nemškem vzoru zaporedni rimi vežeta prvi in drugi verz ter tretji in četrti verz.